# Rio de Mouro
Rio de Mouro é uma vila portuguesa sede da Freguesia de Rio de Mouro do Município de Sintra, freguesia com 16,43 km² de área e 49 489 habitantes (censo de 2021), tendo, assim, uma densidade populacional de 3 012,1 hab./km².
A povoação de Rio de Mouro foi elevada à categoria de vila em 2 de julho de 1993.
Encontra-se a 6 km da sede do município e a 15 km da cidade de Lisboa. Tem como freguesias limítrofes Agualva e Mira-Sintra, Algueirão-Mem Martins, Cacém e São Marcos, Queluz e Belas e Sintra, no município de Sintra, São Domingos de Rana, no município de Cascais e, Porto Salvo, no município de Oeiras.
Tem por orago Nossa Senhora de Belém.

## História

### Origem
A origem de Rio de Mouro não pode ser localizada com precisão no tempo. Surge em documentos na Idade Média, mas por não ter albergado nenhuma instituição eclesiástica nesta época, os registos e descrições do seu território e população são escassos. Uma das primeiras referências surge em 1275 no Livro dos Bens de D. João de Portel. A tradição mantém que foi nesta zona da ribeira que o alcaide de Sintra terá perdido a vida, no decurso da sua fuga pela Tomada de Lisboa aos Mouros, em 1147. A presença de água foi preponderante nas lendas fundacionais desta e doutras terras próximas (como é o caso de Agualva) e foi este elemento o principal fator de fixação da população. Inserida num espaço pouco fértil, a população dependia de rios e ribeiras para o aproveitamento agrícola dos solos e, consequentemente, para a sua subsistência.
Pertenceu ao alfoz de Sintra até à criação do município de Cascais em 8 de abril de 1370, quando a zona sofreu uma divisão artificial. Nessa altura, o próprio lugar de Rio de Mouro juntamente com os restantes a sul passam para a jurisdição de Gomes Lourenço de Avelar, enquanto que a zona a norte da ponte de Rio de Mouro se manteve parte de Sintra. A dependência de Sintra refletia-se também no eclesiástico, pois formou parte da paróquia de São Pedro de Canaferrim até à construção da Igreja de Nossa Senhora de Belém, no século XVI.
O seu espaço seria por então tipicamente rural, com a população dispersa por lugares bastante reduzidos e pelas courelas, casais, quintãs e azenhas que ocupavam as zonas mais férteis nas margens da ribeira. As quintãs, pela grande dimensão e inúmeras estruturas de apoio, tornavam-se em verdadeiros centros administrativos, e eram detidas por elementos próximos à realeza ou homens abastados. Estruturados pela ribeira, são então descritos na zona de Rio de Mouro os núcleos de Asfamil, Covas e Cabra Figa. A atividade económica destes lugares baseava-se na produção de cereais, vinhas, legumes e fruta, esta última de grande importância na região de Sintra. Muitos dos proprietários da zona, leigos ou eclesiásticos, tinham a sua residência em Lisboa, o que afirma a dependência económica e importância de Rio de Mouro face à capital, para onde se produziam e abasteciam frutas e legumes. Estava diretamente ligada à cidade através da Estrada de Sintra, cuja presença significava um escoamento rápido e eficaz dessa produção, e lhe atribuía uma dinâmica própria.
As áreas mais afastadas da zona designada por «ribeira de Rio de Mouro» seriam essencialmente florestais sem grande aproveitamento, úteis sobretudo para a extração de combustíveis e material de construção, como a toponímia destas e outras zonas próximas parece atestar (Quinta do Pinheiro, Alto do Ulmeiro, Zambujal, Carrascal, Lourel ou A-da-Tojeira).

### Desenvolvimento
A ruralidade da zona manteve-se vincada ao longo do tempo, mas altera-se a partir do século XIX. Em 1870 inicia-se a exploração da Fábrica de Tintuaria e Estamparia, considerada a primeira indústria fabril de Sintra, e que seria mais tarde adquirida por José Cupertino Ribeiro Júnior, de grande influência e importância a nível local. Cupertino Ribeiro instala-se na aldeia após a compra da Quinta da Ponte, para onde convida elementos da alta sociedade lisbonense. Sob os seus auspícios constrói-se o cemitério local e elege-se o Partido Republicano para a Junta de Paróquia em 1909. Fruto da nova dinâmica local, instalam-se na zona personalidades ilustres como Adães Bermudes, Francisco dos Santos ou Leal da Câmara (responsável pela primeira escola, casino e urbanização da Rinchoa) e surgem coletividades (a primeira sendo a Sociedade União 1º de Dezembro).
A centralidade de Rio de Mouro em relação aos restantes núcleos da zona concorrem para a instalação de uma estação do Larmanjat perto da aldeia. De modo a servir os seus habitantes e a permitir a construção desta estação, a linha (normalmente assente nos leitos das estradas reais) sofrera um desvio no seu percurso. Pouco mais tarde deu-se a construção da nova estação do Ramal de Sintra, no qual a estação ferroviária foi transferida para norte (onde se mantém até à atualidade), o que viria a repercutir-se na dinâmica de ocupação do território da freguesia.
Os fenómenos sociais, económicos e espaciais da região de Lisboa alteraram significativamente o território da freguesia, e a sua ocupação, no século XX. A Linha de Sintra fora duplicada no troço que atravessava Rio de Mouro em 1948, levando a um aumento e melhoria das frequências com reflexos significativos na sua utilização. Muitas das melhorias foram levadas a cabo tendo em vista, entre outros fatores, uma maior facilidade de urbanização das zonas que a linha atravessava e pela altura da sua eletrificação em 1956 a procura verificada era superior ao previsto, revelador do seu papel no desenvolvimento e estruturação dos espaços urbanos em seu redor. Na década de 1960 dá-se uma migração para as cidades e suas periferias, levando a uma grande procura de habitação e, por isso, a um crescimento urbano e demográfico exponencial. Se em 1960 a freguesia contava com 3745 habitantes, em 1990 estes estimavam-se em 30 000.
Em Rio de Mouro, como em grande parte da região, estes fenómenos significam a ocupação do espaço a partir das zonas mais próximas às infraestruturas de transportes que estabeleciam ligação com Lisboa. Surgem novas zonas habitacionais, com algum comércio e serviços de proximidade, e verifica-se também a instalação de algumas indústrias na área, num total de vinte à data da sua elevação a vila em 1993. A mais importante delas é a Tabaqueira Nacional, uma das maiores empresas em volume de negócios e trabalhadores no concelho de Sintra que deu origem ao Bairro da Tabaqueira.
Este desenvolvimento urbano e demográfico teve como resultado um fracionamento do território entre norte e sul, e uma crescente dicotomia entre as zonas urbanas e as zonas históricas e rurais. Assim, o eixo entre Mercês, Serra das Minas e Rinchoa torna-se no espaço mais densamente povoado do concelho, motivando a elevação de Rio de Mouro a vila em 1993. Simultaneamente, a zona de Rio de Mouro Velho e núcleos envolventes (Covas, Serradas, Moncorvo, Várzea e Paiões) sofre uma progressiva estagnação. Este fracionamento viria a ser reforçado com a construção do IC19, tornando-os definitivamente em lugares secundários, evidenciado pela deslocalização da sede da junta de freguesia para Rio de Mouro Novo (onde seria também construída a nova Igreja de Nossa Senhora da Paz), ou pelo abandono e degradação de imóveis e do espaço público.

## Demografia
A população registada nos censos foi:
Nota: Com lugares desta freguesia foi criada em 1953 a freguesia de Agualva-Cacém e em 1962 a freguesia de Algueirão-Mem Martins.
| Ano  | 0-14 Anos | 15-24 Anos | 25-64 Anos | > 65 Anos |
| 2001 | 9137      | 6458       | 26504      | 3923      |
| 2011 | 8987      | 5813       | 27204      | 5307      |
| 2021 | 7728      | 6211       | 27984      | 7566      |

## Heráldica
- Brasão: Escudo burelado ondeado de prata e azul e brocante uma banda de vermelho carregada de três crescentes de ouro no sentido da banda. Coroa mural de prata de quatro torres. Listel branco com a legenda a negro, em maiúsculas: “ RIO DE MOURO “
- Bandeira: Esquartelada de azul e amarelo, cordões e borlas de ouro e azul. Haste e lança de ouro

## Património
- Casa-Museu de Leal da Câmara;
- Igreja Matriz de Rio de Mouro ou Igreja de Nossa Senhora de Belém e necrópole tardo-medieval;
- Igreja da Sagrada Família;
- Antiga Sede da Junta de Freguesia;
- Casa Francisco dos Santos
- Museu do Saloio;

## Transportes
- Estação Ferroviária de Rio de Mouro

## Personalidades
- Tomás Leal da Câmara, 1876-1948, pintor e caricaturista
- Francisco dos Santos, escultor
- Padre Alberto Neto
- Aquilino Ribeiro, escritor